# Scott Adkins
Scott Adkins (Royal Sutton Coldfield, 1976. június 17. –) angol színész, producer, forgatókönyvíró, kaszkadőr és harcművész.
Egyik legismertebb szerepe az orosz börtönharcos Juri Boyka a Vitathatatlan 2. (2006) című filmben és annak két folytatásában, a 2010-es Vitathatatlan 3.-ban és a 2016-os Vitathatatlan 4. – Piszkos játszmában. A Nindzsa (2009) és a Ninja 2. – A harcos bosszúja (2013) című akciófilmekben Casey Bowman-t alakította.
Szerepelt még A Bourne-ultimátum (2007), a Tökéletes katona: A leszámolás napja (2012) és a Zero Dark Thirty – A Bin Láden hajsza (2012) című filmekben. A Harcos Farkas (2015) és az Ip Man 4. – Finálé (2019) című akciófilmekben negatív főszerepeket, míg a The Expendables – A feláldozhatók 2. (2012) és a Doctor Strange (2016) című filmekben negatív mellékszerepeket játszott.

## Fiatalkora
1976. június 17-én született Sutton Coldfieldben, a középosztálybeli John és Janet Adkins második gyermekeként. Tízéves korában kezdett el érdeklődni a harcművészetek iránt, amikor apjával és bátyjával, Craiggel meglátogatott egy helyi dzsúdóklubot. Miután 13 évesen kirabolták, még inkább megnőtt az érdeklődése a harcművészetek iránt. Ugyanebben az évben kezdett taekwondót gyakorolni. Scott 14 évesen elkezdett taekwondozni. 16 évesen kick-box-edzésekre járt, és végül a Professional Karate Association kickbox-oktatója lett. Emellett heti rendszerességgel tartott órákat a Bearwoodban található Fitness Firstben. Azóta tapasztalatot szerzett aikidóban, capoeirában, tornában, dzsúdzsucuban, karatéban, Krav Magában, MMA-ban, nindzsucuban és vusuban.
Adkinst Jackie Chan, Bruce Lee, Sylvester Stallone, Arnold Schwarzenegger és Jean-Claude Van Damme, valamint Steven Seagal inspirálta. 2012-ben azt nyilatkozta: „Először színész akartam lenni, mert úgy nőttem fel, hogy az akciósztárokat bálványoztam. Az első számomra Bruce Lee volt, aztán jött Stallone és Arnold, majd '88-ban jött Van Damme, aki igazán megihletett.”
A filmrajongó Adkins a Sutton Coldfield College-ben kezdett el először a dráma iránt érdeklődni. 21 évesen lehetőséget kapott, hogy a londoni Webber Douglas Academy of Dramatic Art hallgatója lehessen, azonban anyagi okok miatt nem tudta elvégezni az iskolát. A The Hong Kong Stuntmen Association vezetője, Stephen Tung Wai rendező és Bey Logan, a hongkongi filmek angol születésű szakértője felfedezte Scott tehetségét és debütálási lehetőséget biztosítottak neki a 2001-es Dei seung chui keung (Extreme Challenge) című ázsiai filmben.

## Pályafutása

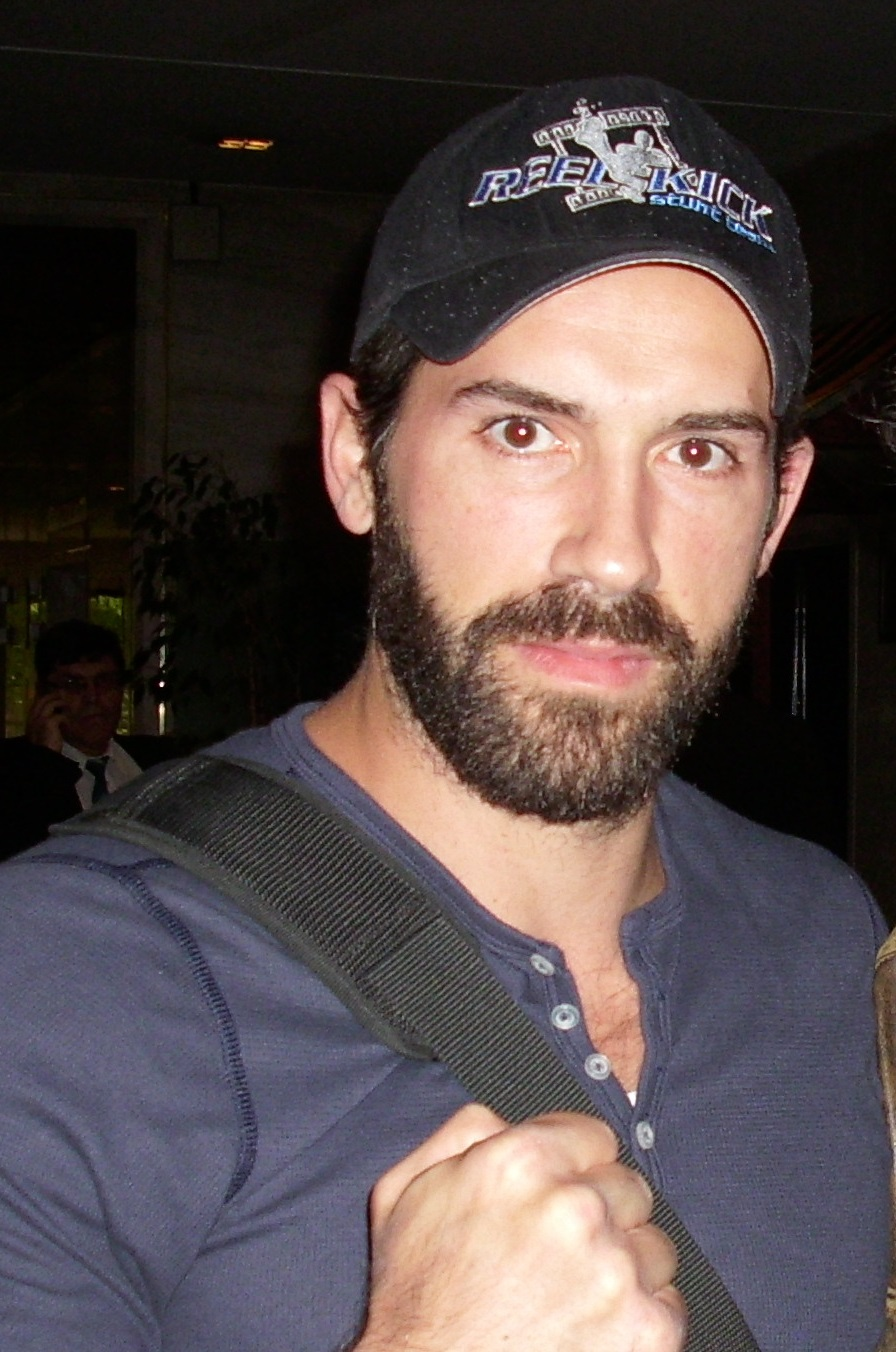
2011-ben

Adkins első filmes szereplése 2001-re tehető, a Kamukém című filmben alakított testőrt, Jackie Channel ez volt az első közös filmje. 2002-ben a Fekete maszk 2.-ben Dr. Lang szerepét osztották rá, majd 2003-ban ismét Chan oldalán szerepelt A medál című filmben, melyben egy bérgyilkost játszott. Szintén ugyanebben az évben a Kemény fickók című filmben láthatjuk viszont, mely Isaac Florentine első filmrendezése.
2005-ben Jet Li A nyakörv című filmjében alakított mellékszereplőként egy harcost. 2006-ban A rózsaszín párduc című vígjátékban Jacquard szerepében tűnt fel, illetve a Vitathatatlan 2.-ben negatív főszerepet, egy orosz börtön harcosát, Yuri Boykát alakította. Boyka a színész által megformált egyik legjellegzetesebb és legismertebb filmes karakter – Isaac Florentine rendezővel ez volt a második közös filmje.

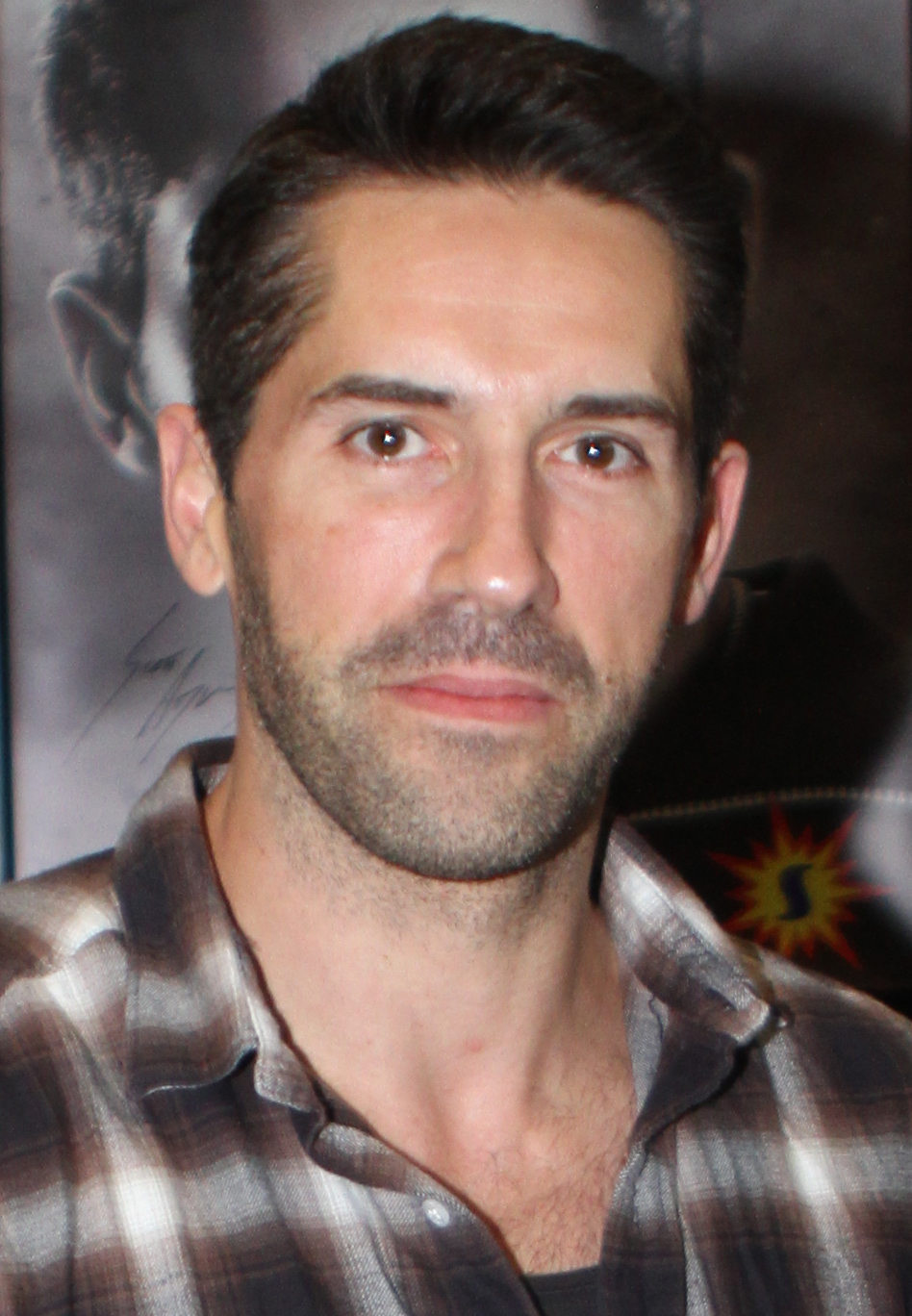
A The Expendables – A feláldozhatók 2. 2012-es világpremierjén

2007-ben Adkins A Bourne-ultimátum című amerikai akciófilmben egy ügynök szerepét kapta meg. 2008-ban A törvény erejével negatív főszereplője volt (mely harmadik közös filmje Isaac Florentine-nel, illetve első közös munkája Jean-Claude Van Damme-mal), 2009-ben ismét negatív szerepkört töltött be az X-Men kezdetek: Farkas című Gavin Hood-filmben. 2010-ben a Vitathatatlan 3.-ban ismét Boykát alakította, ezúttal pozitív főszereplőként, Isaac Florentine-nel negyedik közös filmjében. Szintén ebben az évben a Nindzsa című Florentine-filmben is főszereplőként volt látható.
2017-ben harmadszorra is visszatért Yuri Boyka szerepében a Vitathatatlan 3. folytatásában. A szintén 2017-es Amerikai bérgyilkosban mellékszerepet töltött be.
2019-ben Barton Geddes őrmestert, Donnie Yen főellenségét alakította a Ip Man 4. – Finálé című harcművészeti filmben. Adkins elmondása szerint Yen személyesen kérte fel őt a szereplésre. Szintén ugyanebben az évben a Véres hármasban alakított negatív szerepet olyan akciószínészek mellett, mint Tony Jaa, Iko Uwais vagy Tiger Chen. 2023-ban a John Wick: 4. felvonás című filmben is feltűnt.
2024-ben főszerepet játszott a Fedezékbe című akciófilmben Alice Eve oldalán. Ugyanebben az évben a Magyarországon forgatott Ölj meg, ha tudsz! című filmben tűnt fel negatív szerepben. 
2025-ben a Diablo című akcióthrillerben a Vitathatatlan 3.-ban feltűnő riválisával, Marko Zarorral szerepelt együtt, akivel ez volt a negyedik közös együttműködése. 

## Filmográfia

### Film
| Év                            | Magyar cím                            | Eredeti cím                         | Szerep                                  | Magyar hang          | Rendező               |
| ----------------------------- | ------------------------------------- | ----------------------------------- | --------------------------------------- | -------------------- | --------------------- |
| 2001                          | Kamukém                               | The Accidental Spy                  | Lee testőre / török főnök               | Nem szólal meg       | Teddy Chan            |
| 2001                          |                                       | Extreme Challenge                   | Isac Borman                             |                      | Wei Tung              |
| 2001                          |                                       | Pure Vengeance                      | Dany                                    |                      | Ross Boyask           |
| 2002                          | Fekete maszk 2.                       | Black Mask 2: City of Masks         | Dr. Lang                                | Szabó Sipos Barnabás | Tsui Hark             |
| 2003                          | Kemény fickók                         | Special Forces                      | Talbot                                  |                      | Isaac Florentine      |
| 2003                          | A medál                               | The Medallion                       | Kígyófej bérgyilkosa                    | Nem szólal meg       | Gordon Chan           |
| 2005                          | A nyakörv                             | Unleashed                           | harcos az úszómedencében                | Nem szólal meg       | Louis Leterrier       |
| 2005                          | Ököljog                               | Pit Fighter                         | Nathan                                  | Moser Károly         | Jesse V. Johnson      |
| 2006                          | A rózsaszín párduc                    | The Pink Panther                    | Jacquard / francia focista              | Szatmári Attila      | Shawn Levy            |
| 2006                          | Vitathatatlan 2.                      | Undisputed 2: Last Man Standing     | Yuri Boyka                              | Barabás Kiss Zoltán  | Isaac Florentine (2)  |
| 2007                          | A Bourne-ultimátum                    | The Bourne Ultimatum                | Kiley ügynök                            | Kossuth Gábor        | Paul Greengrass       |
| 2008                          | A törvény erejével                    | The Shepherd: Border Patrol         | Karp                                    | Schmied Zoltán       | Isaac Florentine (3)  |
| 2008                          |                                       | Stag Night                          | Carl                                    |                      | Peter A. Dowling      |
| 2009                          | X-Men kezdetek: Farkas                | X-Men Origins: Wolverine            | Deadpool / XI fegyver                   | Nem szólal meg       | Gavin Hood            |
| 2009                          | Bérgyilkosok viadala                  | The Tournament                      | Yuri Petrov                             | Kapácsy Miklós       | Scott Mann            |
| 2009                          | Nindzsa                               | Ninja                               | Casey Bowman                            | Viczián Ottó         | Isaac Florentine (4)  |
| 2010                          | Vitathatatlan 3.                      | Undisputed III: Redemption          | Yuri Boyka                              | Barabás Kiss Zoltán  | Isaac Florentine (5)  |
| 2011                          | Gyilkos játékok                       | Assassination Games                 | Roland Flint                            | Csík Csaba Krisztián | Ernie Barbarash       |
| 2012                          |                                       | El Gringo                           | Idegen                                  |                      | Eduardo Rodriguez     |
| 2012                          | The Expendables – A feláldozhatók 2.  | The Expendables 2                   | Hector                                  | Zöld Csaba           | Simon West            |
| 2012                          | Tökéletes katona: A leszámolás napja  | Universal Soldier: Day of Reckoning | John                                    | Varga Gábor          | John Hyams            |
| 2012                          | Zero Dark Thirty – A Bin Láden hajsza | Zero Dark Thirty                    | John                                    | Barabás Kiss Zoltán  | Kathryn Bigelow       |
| 2013                          | Rejtőzködő fenevadak                  | Legendary: Tomb of the Dragon       | Travis Preston                          | Kőszegi Ákos         | Eric Styles           |
| 2013                          | Huligánok 3. – A végsőkig             | Green Street 3: Never Back Down     | Danny Harvey                            | Bordás János         | James Nunn            |
| 2013                          | Ninja 2. – A harcos bosszúja          | Ninja II : Shadow Of A Tear         | Casey Bowman                            | Dányi Krisztián      | Isaac Florentine (6)  |
| 2014                          | Herkules legendája                    | Hercules: The Legend Begins         | Amphitryon király                       | Laklóth Aladár       | Renny Harlin          |
| 2015                          | Leszámolás Bangkokban                 | Zero Tolerance                      | Steven                                  | Haagen Imre          | Wych Kaosayananda     |
| 2015                          | Harcos Farkas                         | Wolf Warriors                       | Tom Cat                                 | Zöld Csaba           | Wu Jing               |
| 2015                          | Halálos kartell                       | Close Range                         | Colton MacReady                         | Moser Károly         | Isaac Florentine (7)  |
| 2015                          |                                       | Re-Kill                             | Trent Parker                            |                      | Valeri Milev          |
| 2016                          | Beront a terror (Magántulajdon)       | Home Invasion                       | Heflin Piers                            | Varga Rókus          | David Tennant         |
| 2016                          | Beront a terror (Magántulajdon)       | Home Invasion                       | Heflin Piers                            | Király Attila        | David Tennant         |
| 2016                          | Bőrnyakúak 3. – Ostrom                | Jarhead 3: The Siege                | Gunny Raines őrmester                   | Galambos Péter       | William Kaufman       |
| 2016                          | Agyas és agyatlan                     | Grimsby                             | Pavel Lukasenko                         | Pál András           | Louis Leterrier (2)   |
| 2016                          | Beépített tudat                       | Criminal                            | Pete Greensleeves nyomozó               | Horváth Gergely      | Ariel Vromen          |
| 2016                          | Tökéletes célpont 2.                  | Hard Target 2                       | Wes Baylor                              | Szatory Dávid        | Roel Reiné            |
| 2016                          | Vitathatatlan 4. – Piszkos játszma    | Boyka: Undisputed IV                | Yuri Boyka                              | Barabás Kiss Zoltán  | Todor Chapkanov       |
| 2016                          | Doctor Strange                        | Doctor Strange                      | Lucian, Kaecilius embere                | Nem szólal meg       | Scott Derrickson      |
| 2016                          | Elhárítók                             | Eliminators                         | Martin Parker                           | Király Attila        | James Nunn (2)        |
| 2017                          | Bevadulva                             | Savage Dog                          | Martin Tillman                          | Galambos Péter       | Jesse V. Johnson (2)  |
| 2017                          | Amerikai bérgyilkos                   | American Assassin                   | Victor                                  | Varga Rókus          | Michael Cuesta        |
| 2018                          | Hullagyáros                           | Accident Man                        | Mike Fallon                             | Laklóth Aladár       | Jesse V. Johnson (3)  |
| 2018                          | Virítsd a lóvét!                      | The Debt Collector                  | French                                  | Varga Gábor          | Jesse V. Johnson (4)  |
| 2018                          | Terror az űrben                       | Incoming                            | Reiser                                  | Varga Gábor          | Eric Zaragoza         |
| 2018                          | Karmouz ostroma                       | Karmouz War (No Surrender)          | Őrült fogoly                            | Seder Gábor          | Peter Mimi            |
| 2018                          | Deadpool 2.                           | Deadpool 2                          | Deadpool / XI fegyver (archív felvétel) | Nem szólal meg       | David Leitch          |
| 2019                          | Homályba veszve                       | Abduction                           | Andrew Quinn                            | Dányi Krisztián      | Ernie Barbarash (2)   |
| 2019                          | Véres hármas                          | Triple Threat                       | Collins                                 | Makranczi Zalán      | Jesse V. Johnson (5)  |
| 2019                          | A megtorlás útján                     | Avengement                          | Cain Burgess                            | Galambos Péter       | Jesse V. Johnson (6)  |
| 2019                          | Ip Man 4. – Finálé                    | Ip Man 4: The Finale                | Barton Geddes őrmester                  | Dózsa Zoltán         | Wilson Yip            |
| 2020                          | Virítsd a lóvét! 2.                   | Debt Collectors                     | French                                  |                      | Jesse V. Johnson (7)  |
| 2020                          | Hazugságok csapdájában                | Legacy of Lies                      | Martin Baxter                           | Galambos Péter       | Adrian Bol            |
| 2020                          | Kényszerpályán                        | Seized                              | Nero                                    | Horváth Gergely      | Isaac Florentine (8)  |
| 2020                          |                                       | Dead Reckoning                      | Marco                                   |                      | Andrzej Bartkowiak    |
| 2020                          | Max Cloud ko(z)mikus odüsszeája       | Max Cloud                           | Max Cloud                               | Pál Tamás            | Martin Owen           |
| 2021                          | One Shot – Végtelen ostrom            | One Shot                            | Jake Harris                             | Makranczi Zalán      | James Nunn (3)        |
| 2021                          | 90 perc a halálig                     | Castle Falls                        | Mike Wade                               | Horváth Gergely      | Dolph Lundgren        |
| 2022                          | Nappali műszak                        | Day Shift                           | Diran Nazarian                          | Zöld Csaba           | J. J. Perry           |
| 2022                          | A 8-as részleg                        | Section Eight                       | Leonard Locke                           |                      | Christian Sesma       |
| 2022                          | Hullagyáros: Bérgyilkos vakáción      | Accident Man: Hitman's Holiday      | Mike Fallon                             | Laklóth Aladár       | George és Harry Kirby |
| 2023                          | John Wick: 4. felvonás                | John Wick: Chapter 4                | Killa Harkan                            | Faragó András        | Chad Stahelski        |
| 2023                          | John Wick: 4. felvonás                | John Wick: Chapter 4                | Killa Harkan                            | Barabás Kiss Zoltán  | Chad Stahelski        |
| 2023                          |                                       | Matrah Matrouh                      | Joseph                                  |                      | Khaled Abou Gharib    |
| 2023                          | Wael Ihsan                            | Matrah Matrouh                      | Joseph                                  |                      |                       |
| 2023                          | Shaimaa Ibrahim                       | Matrah Matrouh                      | Joseph                                  |                      |                       |
| 2024                          |                                       |                                     |                                         |                      |                       |
| One More Shot – Ostromállapot | One More Shot                         | Jake Harris                         |                                         | James Nunn (4)       |                       |
| Sötét bunyó                   | Lights Out                            | Don 'A kaszás' Richter              |                                         | Christian Sesma (2)  |                       |
| Fedezékbe                     | Take Cover                            | Sam                                 | Barabás Kiss Zoltán                     | Nick McKinless       |                       |
| Ölj meg, ha tudsz!            | The Killer's Game                     | Angus Mackenzie                     | Barabás Kiss Zoltán                     | J. J. Perry (2)      |                       |
| 2025                          |                                       | Day of Reckoning                    | Kyle Rusk                               |                      | Shaun Silva           |
| 2025                          |                                       | Diablo                              | Kris Chaney                             |                      | Ernesto Díaz Espinoza |
| 2025                          |                                       | Prisoner of War                     | James Wright                            |                      | Louis Mandylor        |
| 2025                          |                                       | Skyline: Warpath                    | Eric Corley                             |                      | Liam O’Donnell        |

### Televízió
| Év        | Magyar cím          | Eredeti cím              | Szerep              | Megjegyzések                       |
| --------- | ------------------- | ------------------------ | ------------------- | ---------------------------------- |
| 1998      |                     | Dangerfield              | ismeretlen szerep   | 1 epizód (stáblistán nem szerepel) |
| 1999      |                     | City Central             | Jake Clanton        | 1 epizód                           |
| 2000      | Doktorok            | Doctors                  | Ross                | 3 epizód                           |
| 2001      |                     | The Big Breakfast        | önmaga              | 1 epizód                           |
| 2002      | X csapat            | Mutant X                 | Marko               | 1 epizód (stáblistán nem szerepel) |
| 2003      |                     | EastEnders               | Joel                | 6 epizód                           |
| 2005      | Repülj a csúcsra!   | Mile High                | Ed Russel           | 12 epizód                          |
| 2005      |                     | Hollyoaks: Let Loose     | Ryan                | 2 epizód                           |
| 2006      | Holby Városi Kórház | Holby City               | Bradley Hume        | 9 epizód                           |
| 2012–2014 | Heavy Metal         | Metal Hurlant Chronicles | Joe Manda / Guillam | 3 epizód                           |

## Díjak és jelölések
| Év   | Jelölés                            | Díj                             | Kategória                   | Eredmény |
| ---- | ---------------------------------- | ------------------------------- | --------------------------- | -------- |
| 2010 | Vitathatatlan 3.                   | Action on Film Award            | Legjobb új akciószínész     | Elnyerte |
| 2017 | Vitathatatlan 4. – Piszkos játszma | Jackie Chan Action Movie Awards | Legjobb küzdelem            | Elnyerte |
| 2017 | Vitathatatlan 4. – Piszkos játszma | Jackie Chan Action Movie Awards | Legjobb akciófilmes színész | Elnyerte |